# Aryabhata
|  | Per a altres significats, vegeu «Aryabhata II». |

Aryabhata va ser un matemàtic i astrònom indi, del segle V dC. També se'l coneix com a Aryabhata I o Aryabhata el Vell per a diferenciar-lo d'un altre matemàtic indi del mateix nom, però quatre-cents anys posterior. (476–550 CE) No es coneix gairebé res de la seva vida. Pel que diu en la seva obra Aryabhatiya, escrita l'any 499, tenia 23 anys quan la va escriure; o sigui, que va néixer l'any 476. Les obres de comentaristes posteriors, com Brahmadeva, han donat peu a especulacions sobre el seu lloc de naixement sense que hi hagi acord entre els estudiosos.
També sabem que la va escriure quan vivia a Kusumpura (a l'actual ciutat de Patna, estat de Bihar (Índia), que en aquella època era la capital de l'Imperi Gupta i on, probablement, va dirigir una escola astronòmica.
Per la seva menció explícita de la relativitat del moviment, també se'l qualifica com un gran físic.

## Biografia

### Nom
Tot i que hi ha una tendència a escriure malament el seu nom com «Aryabhatta» per analogia amb altres noms que tenen el sufix bhatta, el seu nom s'escriu correctament Aryabhata: tots els textos astronòmics escriuen el seu nom així, incloses les referències de Brahmagupta a ell «en més de cent llocs».

### Hora i lloc de naixement
Aryabhata esmenta a l'Aryabhatiya que tenia 23 anys en el Kali Yuga, però això no vol dir que el text fos compost en aquell moment. Aquest any esmentat correspon a 499 CE, i implica que va néixer l'any 476. Aryabhata es deia nadiu de Kusumapura o Pataliputra (actual Patna, Bihar).

#### Una altra hipòtesi
Bhaskara I descriu Aryabhata com āśmakīya, «un que pertany al país d'Assaka». Durant l'època de Buda, una branca del poble Assaka es va establir a la regió entre els rius Narmada i Godavari al centre de l'Índia.
S'ha afirmat que l’assaka («pedra» en sànscrit) on es va originar Aryabhata pot ser l'actual Kodungal·lur, que va ser la capital històrica de Thiruvanchikkulam de l'antiga Kerala. Això es basa en la creença que Koṭuṅṅallūr abans era conegut com a Koṭum-Kal-l-ūr («ciutat de pedres dures»); tanmateix, registres antics mostren que la ciutat era en realitat Koṭum-kol-ūr (ciutat de govern estricte). De la mateixa manera, el fet que diversos comentaris sobre l'Aryabhatiya vinguin de Kerala s'ha utilitzat per suggerir que era el lloc principal de vida i activitat d'Aryabhata; tanmateix, molts comentaris han vingut de fora de Kerala, i l'Aryasiddhanta era completament desconegut a Kerala. K. Chandra Hari ha defensat la hipòtesi de Kerala sobre la base de l'evidència astronòmica.
Aryabhata esmenta «Lanka» en diverses ocasions a l’Aryabhatiya, però el seu «Lanka» és una abstracció, que representa un punt de l'equador a la mateixa longitud que el seu Ujjayini.

### Educació
És bastant segur que, en algun moment, va anar a Kusumapura per fer estudis avançats i hi va viure un temps. Tant la tradició hindú com la budista, així com Bhaskara I (CE 629), identifiquen Kusumapura amb Pāṭaliputra, la Patna moderna. Un vers esmenta que Aryabhata era el cap d'una institució (kulapa) a Kusumapura i, com que la universitat de Nalanda era a Pataliputra en aquell moment i tenia un observatori astronòmic, s'especula que Aryabhata podria haver estat també el cap de la universitat de Nalanda. Aryabhata també té fama d'haver instal·lat un observatori al temple del Sol a Taregana, Bihar.

## Obres
Aryabhata és l'autor de diversos tractats de matemàtiques i astronomia, alguns dels quals s'han perdut.
Va ser estudiant de la universitat de Nalanda, fins i tot va arribar a ser-ne cap d'un departament. A Nalanda es van fer moltes investigacions en astronomia, matemàtiques, física, biologia, medicina i altres camps. Així, Arybhata va obtenir la seva principal font de coneixement de Nalanda i la seva obra principal es va basar en invents anteriors de grecs, mesopotàmics i de la mateixa universitat de Nalanda. Aryabhatiya, un compendi de matemàtiques i astronomia, es va fer referència a la literatura matemàtica índia i ha sobreviscut fins als temps moderns. La part matemàtica de l'Aryabhatiya cobreix l'aritmètica, l'àlgebra, la trigonometria plana i la trigonometria esfèrica. També conté fraccions contínues, equacions quadràtiques, sèries de sumes de potències i una taula de sinus.
L'Arya-siddhanta, un treball perdut sobre càlculs astronòmics, és conegut a través dels escrits del contemporani d'Aryabhata, Varahamihira, i posteriorment de matemàtics i comentaristes, inclosos Brahmagupta i Bhaskara I. Aquest treball sembla estar basat en l'antic Surya Siddhanta, que era un resum en sànscrit de les teories gregues i mesopotàmiques en astronomia i matemàtiques i utilitza el càlcul de mitjanit, en oposició a la sortida del sol a Aryabhatiya. També contenia una descripció de diversos instruments astronòmics: el gnòmon (shanku-yantra), un instrument d'ombra (chhAyA-yantra), possiblement dispositius de mesura d'angles, semicirculars i circulars (dhanur-yantra / chakra-yantra), un bastó cilíndric yasti -yantra, un dispositiu en forma de paraigua anomenat chhatra-yantra, i rellotges d'aigua d'almenys dos tipus, amb forma d'arc i cilíndric.
Un tercer text, que podria haver sobreviscut a la traducció àrab, és Al ntf o Al-nanf. Afirma que és una traducció d'Aryabhata, però no es coneix el nom sànscrit d'aquesta obra. Datant probablement del segle IX, és esmentat per l'erudit i cronista persa de l'Índia, Abū Rayhān al-Bīrūnī.

### Aryabhatiya
Només s'ha conservat una de les seves obres: l'Aryabhatiya (o Arya Bhateeya). Per comentaristes posteriors, que en reprodueixen fragments, sabem que també va escriure un tractat d'astronomia: l'Aryabhata Sidhanta, que no s'ha conservat fins als nostres dies.
L'Aryabhatiya va estar perdut durant molt de temps, fins que el 1864 se'n va trobar una còpia. Es tracta d'una obra relativament breu escrita en versos indis tradicionals en què es proporcionen regles matemàtiques de càlcul. No menciona mai la forma en què ha obtingut aquestes regles ni les demostra.
Els detalls directes de l'obra d'Aryabhata només es coneixen de l'Aryabhatiya. El nom «Aryabhatiya» es deu als comentaristes posteriors. El mateix Aryabhata potser no li ha donat nom. El seu deixeble Bhaskara I l'anomena Ashmakatantra (o el tractat de l'Ashmaka). També es coneix ocasionalment com Arya-shatas-aShTa (literalment, els 108 d'Aryabhata), perquè hi ha 108 versos al text. Està escrit en l'estil molt concís típic de la literatura de sutra, en què cada línia és una ajuda per a la memòria per a un sistema complex. Així, l'explicació del significat es deu als comentaristes. El text consta dels 108 versos i 13 versos introductoris, i està dividit en quatre pādas o capítols:
1. Gitikapada: (13 versos): composta per 13 versos en mètrica geetika (les altres tres parts estan en mètrica arya), i que conté les definicions bàsiques, els paràmetres més significatius i les taules astronòmiques. Les grans unitats de temps —kalpa, manvantra i yuga —que presenten una cosmologia diferent de textos anteriors com el Vedanga Jyotisha de Lagadha (c. segle I aC). També hi ha una taula de sines (jya), donada en un sol vers. La durada de les revolucions planetàries durant un mahayuga es dona com a 4,32 milions d'anys.
2. Ganitapada (33 versos): que cobreix la mesura (kṣetra vyāvahāra), progressions aritmètiques i geomètriques, gnomon / ombres (shanku - chhAyA), equacions simples, quadràtiques, simultànies i indeterminades (kuṭṭaka).
3. Kalakriyapada (25 versos): diferents unitats de temps i un mètode per determinar les posicions dels planetes per a un dia determinat, càlculs sobre el mes intercalar (adhikamAsa), kShaya-tithi s i una setmana de set dies amb noms per als dies de setmana.
4. Golapada (50 versos): aspectes geomètrics/ trigonomètrics de l'esfera celeste, característiques de l'eclíptica, equador celeste, node, forma de la terra, causa del dia i de la nit, ascens dels signes zodiacals a l'horitzó, etc. A més, algunes versions citen uns quants colofons afegits al final, exaltant les virtuts de l'obra, etc.

L'Aryabhatiya va presentar una sèrie d'innovacions en matemàtiques i astronomia en forma de vers, que van ser influents durant molts segles. L'extrema brevetat del text va ser elaborada en comentaris pel seu deixeble Bhaskara I (Bhashya, c. 600 CE) i per Nilakantha Somayaji al seu Aryabhatiya Bhasya (1465 CE).
L'Aryabhatiya també és notable per la seva descripció de la relativitat del moviment. Va expressar aquesta relativitat així: «De la mateixa manera que un home en un vaixell que es mou cap endavant veu que els objectes estacionaris (a la costa) es mouen cap enrere, de la mateixa manera ho són les estrelles estacionàries vistes per la gent de la terra com es mouen exactament cap a l'oest».
L'aspecte més important de l'obra és la representació dels nombres utilitzant l'alfabet devanagari. Però també conté troballes curioses com el valor aproximat del nombre π, que estableix en {\displaystyle 62832/20000=3,1416} que és una molt bona aproximació.

## Matemàtiques

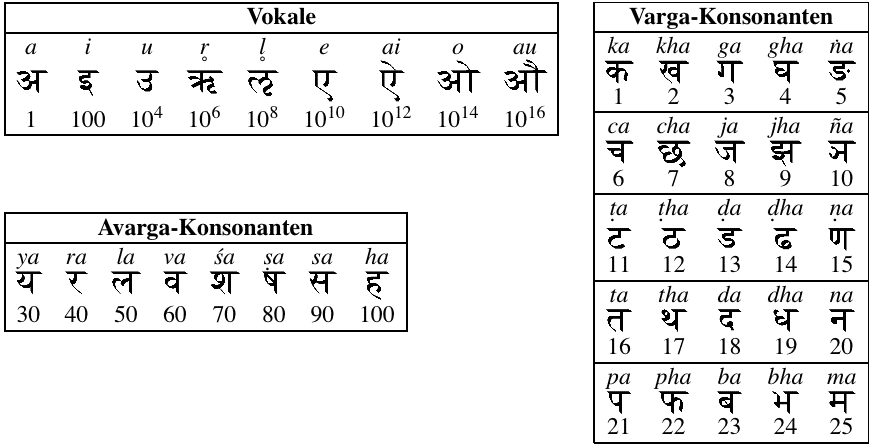
Sistema de numeració sil·làbic posicional d'Aryabhata

### Sistema de valor posicional i zero
El sistema de valors de lloc, que es va veure per primera vegada al Manuscrit Bakhshali del segle iii, estava clarament establert a la seva obra. Tot i que no va utilitzar un símbol per a zero, el matemàtic francès Georges Ifrah argumenta que el coneixement de zero estava implícit en el sistema de valors posicionals d'Aryabhata com a marcador de posició per a les potències de deu amb coeficients nuls.
Tanmateix, Aryabhata no va utilitzar els números Brahmi. Continuant la tradició sànscrita de l'època vèdica, va utilitzar lletres de l'alfabet per a designar nombres, expressant quantitats, com la taula dels sinus en forma mnemotècnica.

### Aproximació deπ
Aryabhata va treballar en l'aproximació de pi (π), i pot haver arribat a la conclusió que π és irracional. A la segona part de l'Aryabhatiyam (Gaṇitapāda, vers 10), escriu:
| «                                            | (sànscrit) चतुरधिकं शतमष्टगुणं द्वाषष्टिस्तथा सहस्राणाम्। अयुतद्वयविष्कम्भस्यासन्नो वृत्तपरिणाहः॥ | (català) Afegiu quatre a 100, multipliqueu per vuit i després sumeu 62.000. Amb aquesta regla es pot aproximar la circumferència d'un cercle amb un diàmetre de 20.000 | » |
| — Aryabhata, Aryabhatiya, Gaṇitapāda num. 10 |                                                                     | |   |

Això implica que per a un cercle el diàmetre del qual és 20.000, la circumferència serà 62.832, és a dir, {\displaystyle \pi } = {\displaystyle 62832 \over 20000} = {\displaystyle 3.1416}, que té una precisió amb tres decimals.
S'especula que Aryabhata va utilitzar la paraula āsanna (apropar-se), per significar que no només es tracta d'una aproximació sinó que el valor és incommensurable (o irracional). Si això és correcte, és una visió força sofisticada, perquè la irracionalitat de pi (π) va ser provada a Europa només el 1761 per Lambert.
Després que Aryabhatiya fos traduït a l'àrab (c. 820 CE), aquesta aproximació es va esmentar al llibre d'àlgebra d'Al-Khwarizmi.

Mecanisme del procés de creació de la taula de sinus (corda o Jya) i cosinus (koti-jya o Kojya) usat per Aryabhata.

### Trigonometria
A Ganitapada 6, Aryabhata dona l'àrea d'un triangle com
tribhujasya phalaśarīraṃ samadalakoṭī bhujārdhasaṃvargaḥ
que es tradueix en: «per a un triangle, el resultat d'una perpendicular amb el mig costat és l'àrea».
Aryabhata va discutir el concepte de sinus a la seva obra amb el nom de ardha-jya, que literalment significa «mitja corda». Per simplicitat, la gent va començar a anomenar-lo jya. Quan els escriptors àrabs van traduir les seves obres del sànscrit a l'àrab, s'hi van referir com jiba. Tanmateix, en els escrits àrabs, s'ometen les vocals, i s'abreujava com a jb. Els escriptors posteriors el van substituir per jaib, que significa «butxaca» o «plegar (en una peça de roba)». (En àrab, jiba és una paraula sense sentit.) Més tard al segle XII, quan Gherardo de Cremona va traduir aquests escrits de l'àrab al llatí, va substituir l'àrab jaib pel seu homòleg llatí, sinus, que significa «cala» o «badia»; d'aquí ve la paraula anglesa sine.

### Equacions indeterminades
Un problema de gran interès per als matemàtics indis des de l'antiguitat ha estat trobar solucions senceres a equacions diofàntiques que tenen la forma ax + by = c. (Aquest problema també es va estudiar a les antigues matemàtiques xineses, i la seva solució s'anomena normalment Teorema xinès del residu.) Aquest és un exemple del comentari de Bhaskara I sobre Aryabhatiya:
Troba el nombre que dona 5 com a residu quan es divideix per 8, 4 com a resta quan es divideix per 9 i 1 com a resta quan es divideix per 7
És a dir, trobeu N = 8x+5 = 9y+4 = 7z+1. Resulta que el valor més petit de N és 85. En general, les equacions diofàntiques, com aquesta, poden ser notòriament difícils. Es van discutir àmpliament a l'antic text vèdic Sulba Sutra, les parts més antigues del qual podrien datar de l'any 800 BCE. El mètode d'Aryabhata per resoldre aquests problemes, elaborat per Bhaskara l'any 621 CE, s'anomena mètode kuṭṭaka (कुट्टक). Kuṭṭaka significa «polveritzar» o «trencar en petits trossos», i el mètode implica un algorisme recursiu per escriure els factors originals en nombres més petits. Aquest algorisme es va convertir en el mètode estàndard per resoldre equacions diofàntiques de primer ordre en matemàtiques índies, i inicialment tot el tema de l'àlgebra es va anomenar kuṭṭaka-gaṇita o simplement kuṭṭaka.

### Àlgebra
A Aryabhatiya, Aryabhata va proporcionar resultats elegants per a la suma de sèries de quadrats i cubs:
{\displaystyle 1^{2}+2^{2}+\cdots +n^{2}={n(n+1)(2n+1) \over 6}}
i
{\displaystyle 1^{3}+2^{3}+\cdots +n^{3}=(1+2+\cdots +n)^{2}} (vegeu el nombre triangular quadrat)
També proporciona mètodes per a l'extracció d'arrels quadrades i cúbiques.

## Astronomia
El sistema d'astronomia d'Aryabhata es va anomenar sistema audAyaka, en el qual es comptabilitzen els dies des de uday, l'alba a lanka o «equador». Alguns dels seus escrits posteriors sobre astronomia, que aparentment proposaven un segon model (o ardha-rAtrikA, mitjanit) s'han perdut, però es poden reconstruir en part a partir de la discussió a Khandakhadyaka de Brahmagupta. En alguns textos, sembla atribuir els moviments aparents del cel a la rotació de la Terra. Pot haver cregut que les òrbites del planeta són el·líptiques més que circulars.
| « | Creu que la Lluna i els planetes brillen per la llum solar reflectida, increïblement creu que les òrbites dels planetes són el·lipses | » |

### Moviments del Sistema Solar
Aryabhata va insistir correctament que la Terra gira al voltant del seu eix diàriament, i que el moviment aparent de les estrelles és un moviment relatiu causat per la rotació de la Terra, contràriament a la visió dominant aleshores, que el cel girava.[ Això s'indica en el primer capítol de l’Aryabhatiya, on dona el nombre de rotacions de la Terra en un yuga, i es fa més explícit en el seu capítol de gola:
| « | De la mateixa manera que algú en un vaixell que va endavant veu un [objecte] immòbil que va cap enrere, així [algú] a l'equador veu les estrelles immòbils que van uniformement cap a l'oest. La causa de la pujada i la posta [és que] l'esfera de les estrelles juntament amb els planetes [aparentment?] gira cap a l'oest a l'equador, constantment empesa pel vent còsmic | » |

Aryabhata va descriure un model geocèntric del Sistema Solar, en el qual el Sol i la Lluna són transportats per epicicles. Al seu torn, giren al voltant de la Terra. En aquest model, que també es troba al Paitāmahasiddhānta (c. 425 CE), els moviments dels planetes es regeixen cadascun per dos epicicles, un manda més petit (lent) i un śīghra més gran (ràpid). L'ordre dels planetes en termes de distància a la Terra es pren com: la Lluna, Mercuri, Venus, el Sol, Mart, Júpiter, Saturn i els asterismes.
Les posicions i els períodes dels planetes es van calcular en relació amb els punts en moviment uniforme. En el cas de Mercuri i Venus, es mouen al voltant de la Terra a la mateixa velocitat mitjana que el Sol. En el cas de Mart, Júpiter i Saturn, es mouen al voltant de la Terra a velocitats específiques, representant el moviment de cada planeta a través del zodíac. La majoria dels historiadors de l'astronomia consideren que aquest model de dos epicicles reflecteix elements de l'astronomia grega preptolemaica. Un altre element del model d'Aryabhata, el śīghrocca, el període planetari bàsic en relació amb el Sol, és vist per alguns historiadors com un signe d'un model heliocèntric subjacent.

### Eclipsis
Els eclipsis solars i lunars van ser explicats científicament per Aryabhata. Afirma que la Lluna i els planetes brillen per la llum solar reflectida. En lloc de la cosmogonia predominant en la qual els eclipsis van ser causats per Rahu i Ketu (identificats com els nodes lunars pseudoplanetaris), explica els eclipsis en termes d'ombres projectades i que cauen sobre la Terra. Així, l'eclipsi lunar es produeix quan la Lluna entra a l'ombra de la Terra (vers gola.37). Analitza àmpliament la mida i l'extensió de l'ombra de la Terra (versos gola.38–48) i després proporciona el càlcul i la mida de la part eclipsada durant un eclipsi. Els astrònoms indis posteriors van millorar els càlculs, però els mètodes d'Aryabhata van proporcionar el nucli. El seu paradigma computacional era tan precís que el científic del segle XVIII Guillaume Le Gentil, durant una visita a Pondicherry, Índia, va trobar els càlculs indis de la durada de l'eclipsi lunar del 30 d'agost de 1765 va ser curt en 41 segons, mentre que les seves cartes (de Tobias Mayer, 1752) eren llargues en 68 segons.

### Períodes siderals
Considerat en unitats de temps angleses modernes, Aryabhata va calcular la rotació sideral (la rotació de la terra en referència a les estrelles fixes) com a 23 hores, 56 minuts i 4,1 segons; el valor modern és 23:56:4.091. De la mateixa manera, el seu valor per a la durada de l'Any sideri a 365 dies, 6 hores, 12 minuts i 30 segons (365,25858 dies) té un error de 3 minuts i 20 segons durant la durada d'un any (365,25636 dies).

### Heliocentrisme
Com s'ha esmentat, Aryabhata va defensar un model astronòmic en què la Terra gira sobre el seu propi eix. El seu model també va donar correccions (l'anomalia śīgra) per a les velocitats dels planetes al cel en termes de la velocitat mitjana del Sol. Així, s'ha suggerit que els càlculs d'Aryabhata es basaven en un model heliocèntric subjacent, en el qual els planetes orbiten al voltant del Sol, encara que això ha estat refutat. També s'ha suggerit que alguns aspectes del sistema d'Aryabhata podrien haver estat derivats d'un model heliocèntric anterior, probablement preptolemaic grec, del qual els astrònoms indis desconeixien, encara que l'evidència és escassa. El consens general és que una anomalia sinòdica (depenent de la posició del Sol) no implica una òrbita físicament heliocèntrica (aquestes correccions també estan presents en els textos astronòmics de Babilònia tardana), i que el sistema d'Aryabhata no era explícitament heliocèntric.

## Llegat

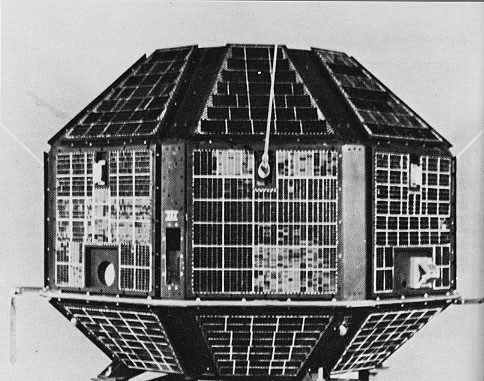
El primer satèl·lit de l'Índia porta el nom d'Aryabhata

El treball d'Aryabhata va tenir una gran influència en la tradició astronòmica índia i va influir en diverses cultures veïnes mitjançant traduccions. La traducció àrab durant l'edat d'or islàmica (c. 820 CE), va ser especialment influent. Alguns dels seus resultats són citats per Muhàmmad ibn Mussa al-Khwarazmí i al segle X Al-Biruní va declarar que els seguidors d'Aryabhata creien que la Terra girava sobre el seu eix.
Les seves definicions de sinus (jya), cosinus (kojya), versine (utkrama-jya) i sinus invers (otkram jya) van influir en el naixement de la trigonometria. També va ser el primer a especificar sinus i versinus (1 − cos x) taules, en intervals de 3,75° de 0° a 90°, amb una precisió de 4 decimals.
De fet, els noms moderns «sine» i «cosinus» són transcripcions incorrectes de les paraules jya i kojya tal com va introduir Aryabhata. Com s'ha esmentat, van ser traduïts com jiba i kojiba en àrab i després mal entès per Gerard de Cremona mentre traduïa un text de geometria àrab al llatí. Va suposar que jiba era la paraula àrab jaib, que significa «plegar en una peça de vestir», L. sinus (c. 1150).
Els mètodes de càlcul astronòmic d'Aryabhata també van ser molt influents. Juntament amb les taules trigonomètriques, van arribar a ser àmpliament utilitzades al món islàmic i es van utilitzar per calcular moltes taules astronòmiques àrabs (zijes). En particular, les taules astronòmiques de l'obra del científic d'Al-Àndalus Az-Zarqalí (segle XI) van ser traduïdes al llatí com les Taules de Toledo (segle XII) i es van mantenir com l'efemèride més precisa utilitzada a Europa durant segles.
Els càlculs de calendari ideats per Aryabhata i els seus seguidors han estat en ús continuat a l'Índia amb finalitats pràctiques de fixar el Panchangam (el calendari hindú). Al món islàmic, van formar la base del calendari Jalali introduït l'any 1073 CE per un grup d'astrònoms inclòs Omar Khayyam, versions de les quals (modificades el 1925) són els calendaris nacionals que s'utilitzen actualment a l'Iran i l'Afganistan. Les dates del calendari Jalali es basen en el trànsit solar real, com en els calendaris Aryabhata i Siddhanta anteriors. Aquest tipus de calendari requereix una efemèride per calcular les dates. Encara que les dates eren difícils de calcular, els errors estacionals eren menors al calendari Jalali que al calendari gregorià.
La Universitat de Coneixement d'Aryabhatta (AKU), Patna, ha estat establerta pel govern de Bihar per al desenvolupament i la gestió d'infraestructures educatives relacionades amb l'educació tècnica, mèdica, de gestió i professionals afins en el seu honor. La universitat es regeix per la Llei de la Universitat Estatal de Bihar de 2008.
El primer satèl·lit de l'Índia Aryabhata i el cràter lunar Aryabhata reben el seu nom en el seu honor, el satèl·lit Aryabhata també apareix al revers del bitllet de 2 rupies índies. Un institut per dur a terme investigacions en astronomia, astrofísica i ciències atmosfèriques és l’Institut de Recerca de Ciències Observacionals d'Aryabhatta (ARIES) prop de Nainital, Índia. L'Aryabhata Maths Competition també porta el seu nom, així com Bacillus aryabhata, una espècie de bacteri descoberta a l'estratosfera pels científics de l'ISRO el 2009.